# Escudo de la Ciudad de Quebec
El escudo de armas de la ciudad de Quebec
- Cimera: Una corona mural, simbolizando la ciudad, así como las paredes fortificadas de Quebec.

- Escudo:
  - Jefe: Dos llaves de oro sobre un fondo rojo, simbolizando a Quebec como la capital de la Nueva Francia, el segundo representa la capital de la provincia de Quebec; las llaves están coronadas por una hoja de arce, símbolo de Canadá.
  - Cuerpo del escudo: Un barco (por la importancia de Quebec como un puerto marítimo) con las velas llenas (un símbolo de fuerza y coraje). Las cintas onduladas representan el río San Lorenzo.
- Pergamino: El lema de la ciudad "Don de Dieu feray valoir" significa Pondré un regalo de Dios para un buen uso y se refiere al barco de Samuel Champlain el Don de Dieu (Regalo de Dios).

- Colores:
  - Dorado (Oro): fuerza, fe, justicia, riqueza.
  - Rojo (Gules): fuerza, poder, determinación
  - Azul (Azur): soberanía, majestad, serenidad

El cuerpo del escudo se asemeja al escudo de armas de París.